# Dedicated (album ATB)
Dedicated – minialbum ATB wydany 28 stycznia 2002.

## Lista utworów
1. Dedicated 4:15
2. Hold You 3:31
3. Get High 3:59
4. You're Not Alone 5:47
5. Halcyon 4:00
6. Let U Go 3:30
7. I Can't Stand... 5:53
8. Hero 4:24
9. I See It 4:26
10. Basic Love 7:27
11. I Wanna Cry 4:23
12. Remember 6:22

## Wideografia
1. Let U Go (2000)
2. Hold You (2002)
3. You're Not Alone (2002)